# Indian Wells Open 2005
L'Indian Wells Open 2005 (conosciuto anche come Pacific Life Open per motivi di sponsorizzazione) 
è stato un torneo professionistico di tennis giocato sul cemento. È stata la 32ª edizione dell'Indian Wells Open e faceva parte della categoria ATP Masters Series nell'ambito dell'ATP Tour 2005, e della Tier I nell'ambito del WTA Tour 2005. 
Sia il torneo maschile che quello femminile si sono giocati dal 14 al 20 marzo 2005 all'Indian Wells Tennis Garden di Indian Wells (California), negli Stati Uniti.

## Campioni

### Singolare maschile
Roger Federer ha battuto in finale  Lleyton Hewitt con il punteggio di 6–2, 6–4, 6–4.

### Singolare femminile
Kim Clijsters ha battuto in finale  Lindsay Davenport con il punteggio di 6–4, 4–6, 6–2.

### Doppio maschile
Mark Knowles /  Daniel Nestor hanno battuto in finale  Wayne Arthurs /  Paul Hanley con il punteggio di 7–6, 7–6

### Doppio femminile
Virginia Ruano Pascual /  Paola Suárez hanno battuto in finale  Nadia Petrova /  Meghann Shaughnessy con il punteggio di 7–6(3), 6–1